# Sweet Caroline
Sweet Caroline là một bài hát nhạc pop được sáng tác và trình bày bởi Neil Diamond và chính thức được phát hành dưới dạng đĩa đơn vào ngày 16 tháng 9 năm 1969. Bài hát này có ba bản phối khác nhau. Bản phối thứ nhất là bản phối đơn có một dàn nhạc giao hưởng lớn với đàn glockenspiel, một loại nhạc cụ thuộc bộ gõ. Bản phối thứ hai có âm thanh nổi được trình bày trong Brother Love's Travelling Salvation Show. Bản phối thứ ba nằm trong một đĩa CD của Neil Diamond với tên gọi "His 12 Greatest Hits". Trong đó bản phối với dàn nhạc giao hưởng là đáng chú ý nhất.
Sweet Caroline là một trong những bài hát rất được yêu thích. Bài hát này đã từng xếp thứ 4 trên bảng xếp hạng Billboard cũng như giành được giải đĩa bạch kim với một triệu đĩa đơn được bán.
Vào mùa thu năm 1969, Neil Diamond dã trình bày ca khúc "Sweet Caroline" trên một số chương trình truyền hình. Bài hát đã vươn lên xếp thứ tám bảng xếp hạng đĩa đơn tại Anh vào năm 1971. Trong một cuộc phỏng vấn vào năm 2007, Neil Diamond tiết lộ ông được truyền cảm hứng sáng tác từ con gái cựu tổng thống John Kennedy là Caroline Kennedy, năm đó 11 tuổi. Diamond đã hát "Sweet Caroline" trong bữa tiệc mừng sinh nhật 50 tuổi của bà Caroline Kennedy.
Vào tháng 2 năm 1970, Elvis Presley cũng trình diễn ca khúc này và nó cũng trở thành một trong những ca khúc nổi bật nhất của Elvis Presley trong nhiều năm.
Trong cuộc thi American Idol 7, thí sinh David Archuleta đã trình bày ca khúc "Sweet Caroline" trong vòng loại top 5.